# CoRoT-7
CoRoT-7は、11.7等級のG型主系列星で、太陽より若干小さくて冷たい恒星である。いっかくじゅう座の方向に存在する。

## 位置と特徴
| 太陽 | CoRoT-7   |
| ---- | --------- |
| 太陽 | Exoplanet |

この恒星は、COROTの"LRa01"と呼ばれる領域で発見された。プロジェクトのウェブサイトによると、この領域はいっかくじゅう座の方向にあるとされる。発見論文によると、恒星の性質はG9V型の黄色の主系列星で表面温度は5275K、半径は太陽の87%、質量は太陽の93%である。しかし別の資料では、この星をK0V型の橙色の主系列星としているものもある。金属量は太陽とほぼ同じで、太陽の93%-123%である。太陽系から150パーセク離れ、太陽よりも若い12億から23億歳であると推定されている。

## 惑星系
この恒星の周りを、スーパーアースの太陽系外惑星CoRoT-7bとCoRoT-7cが公転していることが2009年に発見された。内側の惑星の発見は、トランジット法で発見されたものである。CoRoT-7bはその小ささで良く知られている。この恒星は恒星活動が活発なため、惑星の質量の確定を難しくしている。
また2010年にはcの外側にCoRoT-7dが存在する可能性が指摘された。
| 名称 （恒星に近い順） | 質量           | 軌道長半径 （天文単位） | 公転周期 (日)     | 軌道離心率 | 軌道傾斜角 | 半径         |
| --------------------- | -------------- | ----------------------- | ----------------- | ---------- | ---------- | ------------ |
| b                     | 4.8±0.8 M⊕     | 0.0172±0.00029          | 0.853585±0.000024 | 0          | 80.1±0.3°  | 1.68±0.09 R⊕ |
| c                     | 8.4±0.9 M⊕     | 0.046                   | 3.698±0.003       | 0          | —          | —            |
| d (未確認)            | 0.052±0.001 MJ | 0.08                    | 9.021±0.019       | 0          | —          | —            |